# Milan Balážik
Milan Balážik (* 1934) je bývalý slovenský fotbalista, útočník a záložník.

## Fotbalová kariéra
V československé lize hrál za ČH Bratislava a Slovan Bratislava. Nastoupil ve 147 ligových utkáních a dal 43 gólů. V Poháru UEFA nastoupil ve 2 utkáních. Za juniorskou reprezentaci nastoupil v 5 utkáních a dal 1 gól a za reprezentační B-tým nastoupil ve 2 utkáních.
Do Červené hviezdy přišel ze Slovanu, do něhož se později vrátil.

## Ligová bilance
| Ročník                                   | Zápasy | Góly | Klub                       |
| ---------------------------------------- | ------ | ---- | -------------------------- |
| Přebor československé republiky 1953     | -      | 3    | Červená hviezda Bratislava |
| Přebor československé republiky 1954     | -      | 1    | Červená hviezda Bratislava |
| Přebor československé republiky 1955     | -      | 9    | Červená hviezda Bratislava |
| 1. československá fotbalová liga 1956    | -      | 5    | Červená hviezda Bratislava |
| 1. československá fotbalová liga 1957/58 | 18     | 6    | Slovan Bratislava          |
| 1. československá fotbalová liga 1958/59 | 16     | 6    | Slovan Bratislava          |
| 1. československá fotbalová liga 1959/60 | 22     | 2    | Slovan Bratislava          |
| 1. československá fotbalová liga 1960/61 | 13     | 2    | Slovan Bratislava          |
| 1. československá fotbalová liga 1961/62 | 17     | 6    | Slovan Bratislava          |
| 1. československá fotbalová liga 1962/63 | 4      | 1    | Slovan Bratislava          |
| CELKEM                                   | 147    | 43   |                            |